# Jacquemontia abutiloides
Jacquemontia abutiloides är en vindeväxtart som beskrevs av George Bentham. Jacquemontia abutiloides ingår i släktet Jacquemontia och familjen vindeväxter. Inga underarter finns listade i Catalogue of Life.